# Minneola (Floryda)
Minneola – miasto w Stanach Zjednoczonych, w stanie Floryda, w hrabstwie Lake.

## Demografia
W roku 2000 miasto zamieszkiwało 5435 osób, a gęstość zaludnienia wynosiła 654,8 osoby/km². W roku 2023 liczba mieszkańców wzrosła do 18 001 osób, a gęstość zaludnienia przekroczyła 2168 osób/km². Na przestrzeni niespełna ćwierćwiecza zaludnienie Minneola zwiększyło się ponad 3,3-krotnie.